# Wspólnota administracyjna Bergbahnregion/Schwarzatal
Wspólnota administracyjna Bergbahnregion/Schwarzatal (niem. Verwaltungsgemeinschaft Bergbahnregion/Schwarzatal) – dawna wspólnota administracyjna w Niemczech, w kraju związkowym Turyngia, w powiecie Saalfeld-Rudolstadt. Siedziba wspólnoty znajdowała się w mieście Oberweißbach/Thür. Wald. Powstała 9 kwietnia 1994.
Wspólnota administracyjna zrzeszała pięć gmin, w tym jedną gminę miejską (Stadt) oraz cztery gminy wiejskie (Gemeinde):
1. Cursdorf
2. Deesbach
3. Katzhütte
4. Meuselbach-Schwarzmühle
5. Oberweißbach/Thür. Wald, miasto

1 stycznia 2019 wspólnota została rozwiązana. Gminy Cursdorf, Deesbach i Katzhütte przyłączono do nowo powstałej wspólnoty administracyjnej Schwarzatal. Natomiast gmina Meuselbach-Schwarzmühle oraz miasto Oberweißbach/Thür. Wald zostały przyłączone do nowo założonego miasta Schwarzatal i stały się jego dzielnicami.